# Dactylothyrea spinulosa
Dactylothyrea spinulosa är en tvåvingeart som beskrevs av Meijere 1916. Dactylothyrea spinulosa ingår i släktet Dactylothyrea och familjen fritflugor. Inga underarter finns listade i Catalogue of Life.